# Psittacodrillia
Psittacodrillia é um gênero de gastrópodes pertencente a família Horaiclavidae.

## Espécies
- Psittacodrillia albonodulosa (Smith E. A., 1904)[2]
- Psittacodrillia bairstowi (Sowerby III, 1886)[3]
- Psittacodrillia diversa (Smith E. A., 1882)[4]